# 1972 Голяма награда на Аржентина
1972 Голяма награда на Аржентина е 8-о за Голямата награда на Аржентина и първи кръг от сезон 1972 във Формула 1, провежда се на 23 януари 1972 година на пистата Оскар Галвес в Буенос Айрес, Аржентина.

## Репортаж
Голямата промяна преди началото на сезона е при отбора на БРМ. След смъртта на Педро Родригес и Жо Сифер, тимът е с почти нов пилотски екип като Питър Гетин стартира първия си пълен сезон с отбора, след четири състезания с тима през миналия сезон. Съотборници на британеца са Хоудън Гънли, Райн Визел, Алекс Соле-Руа и Хелмут Марко. Жан-Пиер Белтоаз е планиран да участва с отбора, преди да откаже в последния момент заради легитивни въпроси относно инцидента му с Иняцио Джунти по време на 1000 км на Буенос Айрес, в който италианеца загуби живота. Все пак отборът си осигури спонсор в лицето на Марлборо. Лотус запазиха Емерсон Фитипалди, който ще си партнира с австралиеца Дейв Уокър, както и с наличието на нов спонсор Джон Плеър Спешиълс. Именно с новия спонсор болидите са оцветени изцяло в черно и златисто. Тирел са без промяна в пилотския състав, както и при Ферари и Матра (като единствен пилот в отбора е Крис Еймън). Питър Ревсън, който се състезавал за Тирел за ГП на САЩ 1971, си осигури място в Макларън като партньор на Дени Хълм. Марч запазиха лидера си Рони Петерсон като Ники Лауда е новия съотборник, а Брабам даде шанс на Карлос Ройтеман да направи своя дебют във Формула 1 като съотборник на Греъм Хил. Съртис са с Тим Шенкен (който прекара миналия сезон с Брабам) и Андреа де Адамич, носейки със себе си Керамика Пагносин като спонсор редом с главния за тима спонсор Брук Бонд, докато Майк Хейлууд реши да участва в Тазман сериите в Австралия.

### Квалификация
Появяването на Ройтеман във Ф1 донесе голям интерес за аржентинските фенове, подпомагайки най-вече че ГП на Аржентина е обратно в календара след близо 11 години. Ройтеман донесе още повече радост за публиката след като постигна изненадващо пол-позиция, изпреварвайки времето на действащия шампион Джеки Стюарт с две десети. Ревсън и Хълм се класираха съответно трети и четвърти пред Лотус-а на Фитипалди и Клей Регацони (първият от пилотите на Ферари). Топ 10 допълват още Франсоа Север, Джаки Икс, Марио Андрети и Петерсон (който страдаше от жлезиста инфекция в петък, преди здравето му да се подобри в събота).

### Състезание
Крис Еймън стана неучастник, след повреда по скоростната кутия на неговата Матра. Стюарт поведе колоната към първия завой, след като изпревари Ройтеман. Уокър трябваше да мине през боксовете още след първата обиколка, след проблем по газта на неговия Лотус. Ройтеман водеше борба с Хълм, Фитипалди, Регацони, Петерсон, Север и Ревсън, който не се чувстваше добре преди началото на състезанието, заради което той загуби няколко позиции. Скоро второто място стана притежание на Фитипалди, след като той и после Хълм изпревари Ройтеман (който използва гуми за квалификации, вместо състезателни). След спирането в бокса, Уокър е след това дисквалифициран заради използване на механически материали, което е срещу правилата, докато Хил и де Адамич отпаднаха съответно с повреди по горивните системи.
Фитипалди започна преследването срещу лидера Стюарт, преди британеца да увеличи преднината си пред бразилеца, след като тя намалява на две секунди. Хълм е на още три назад, докато Ройтеман вече усещаше присъствието на Ферари-то управлявано от Регацони и Тирел-а на Север (след като изпревари Петерсон в 16-а обиколка). Предината на Стюарт стана огромна, след като Фитипалди усети проблеми по скоростната кутия, което даде шанс на Хълм да изпревари Лотус-а в 35-а обиколка. Север изпревари и Ферари-то на Регацони преди да спечели още една позиция, след като Ройтеман реши да смени гумите си в началото на 45-а обиколка. Ревсън загуби контрол върху своя Макларън, след като Петерсон хвърли в трасето няколко камъни. Американецът продължи надпревара, но две обиколки по-късно той напусна надпревара поради откъсната водна помпа в двигателя. Сънародникът му Андрети също нямаше добър уикенд и отпадна с повреден двигател на неговото Ферари.
След преполовяването на половината състезание, Стюарт води с 15 секунди от Хълм, Фитипалди, Север, Икс който изпревари Регацони за шесто място след като хартия от вестник попадна в радиатора на неговото Ферари. Петерсон е пред затворените с обиколка Марко и Лауда като младия австриец даде път на шведа, преди Хелмут да затвори вратата и да принуди Рони да загуби контрола върху своя Марч. През това време Визел се присъедини към списъка с отпадналите след спукване на водния маркуч. Надеждите на Север за трето място се изпариха след проблем по скоростната кутия, докато Фитипалди се прибра в боксовете след повреда в едно от задните окачвания. Това прати Икс и Регацони с едно място напред, предслевани от Съртис-а на Шенкен.
Джеки Стюарт пресече финалната права за своята 19-а победа, финиширайки на почти 26 секунди пред Хълм и още 35 пред Ферари-тата на Икс и Регацони. Шенкен донесе първи точки за Съртис за този сезон, докато завъртането на Петерсон го свлече до шесто място, но с огромна преднина пред Ройтеман, който след като направи своето спиране в бокса се свлече до 14-а позиция, за да финишира седми благодарение да доброто каране.

## Класиране

### Състезание
| Поз | No | Пилот             | Конструктор   | Обиколки | Време/Отпадане              | Място | Точки |
| --- | -- | ----------------- | ------------- | -------- | --------------------------- | ----- | ----- |
| 1   | 21 | Джеки Стюарт      | Тирел-Форд    | 95       | 1:57:59.1                   | 2     | 9     |
| 2   | 17 | Денис Хълм        | Макларън-Форд | 95       | + 25.96                     | 4     | 6     |
| 3   | 8  | Джеки Икс         | Ферари        | 95       | + 59.39                     | 8     | 4     |
| 4   | 9  | Клей Регацони     | Ферари        | 95       | + 1:06.72                   | 6     | 3     |
| 5   | 19 | Тим Шенкен        | Съртис-Форд   | 95       | + 1:09.11                   | 11    | 2     |
| 6   | 14 | Рони Петерсон     | Марч-Форд     | 94       | + 1 Об.                     | 10    | 1     |
| 7   | 2  | Карлос Ройтеман   | Брабам-Форд   | 93       | + 2 Об.                     | 1     |       |
| 8   | 23 | Анри Пескароло    | Марч-Форд     | 93       | + 2 Об.                     | 15    |       |
| 9   | 3  | Хоудън Гънли      | БРМ           | 93       | + 2 Об.                     | 13    |       |
| 10  | 7  | Хелмут Марко      | БРМ           | 93       | + 2 Об.                     | 19    |       |
| 11  | 15 | Ники Лауда        | Марч-Форд     | 93       | + 2 Об.                     | 22    |       |
| Отп | 11 | Емерсон Фитипалди | Лотус-Форд    | 61       | Окачване                    | 5     |       |
| Отп | 22 | Франсоа Север     | Тирел-Форд    | 59       | Ск.кутия                    | 7     |       |
| Отп | 4  | Райн Визел        | БРМ           | 59       | Теч-вода                    | 17    |       |
| Отп | 18 | Питър Ревсън      | Макларън-Форд | 49       | Двигател                    | 3     |       |
| Отп | 10 | Марио Андрети     | Ферари        | 20       | Двигател                    | 9     |       |
| Отп | 20 | Андреа де Адамич  | Съртис-Форд   | 11       | Горивна система             | 14    |       |
| Отп | 1  | Греъм Хил         | Брабам-Форд   | 11       | Горивна помпа               | 16    |       |
| ДКФ | 12 | Дейв Уокър        | Лотус-Форд    | 8        | Получена външна помощ       | 20    |       |
| Отп | 5  | Питър Гетин       | БРМ           | 1        | Теч-масло                   | 18    |       |
| Отп | 6  | Алекс Соле-Руа    | БРМ           | 1        | Инцидент                    | 21    |       |
| НСт | 16 | Крис Еймън        | Матра         | 0        | Ск.кутия на загряващата об. | 12    |       |

## Класиране след състезанието
| Поз | Пилот         | Точки |
| --- | ------------- | ----- |
| 1   | Джеки Стюарт  | 9     |
| 2   | Денис Хълм    | 6     |
| 3   | Джеки Икс     | 4     |
| 4   | Клей Регацони | 3     |
| 5   | Тим Шенкен    | 2     |

| Поз | Конструктор   | Точки |
| --- | ------------- | ----- |
| 1   | Тирел-Форд    | 9     |
| 2   | Макларън-Форд | 6     |
| 3   | Ферари        | 4     |
| 4   | Съртис-Форд   | 2     |
| 5   | Марч-Форд     | 1     |